# Тартразин
Тартразин — органическое соединение, синтетический азокраситель с химической формулой C16H9N4Na3O9S2, используется как пищевой краситель, входит в свод пищевых стандартов Кодекс Алиментариус под кодом E102.
Тартразин был запрещён в ряде европейских стран к использованию в качестве пищевого красителя, но запрет был снят директивой ЕС — 94/36/EC. Например, в Норвегии до 1978 года были запрещены практически все пищевые красители, но позднее тартразин и ряд других красителей были разрешены к применению в пищевой промышленности с обязательным указанием на упаковке наличия в продукте.

## Особенности
Тартразин растворим в воде. Для хранения используется стеклянная или эмалированная химическая посуда с тёмными стенками.

## Применение

### Пищевая промышленность
Применяется в различных газированных напитках, таких как Mountain Dew, Тархун, Тоник и прочие, практически всех производителей. Применяется при производстве мороженого, желе, пюре, супов, йогуртах, горчице и газированных напитках жёлтых цветов всех оттенков, конфетах, тортах. Также, зачастую, краситель Е102 можно встретить в консервированных овощах и фруктах.

### Средства личной гигиены и косметика
Ряд средств личной гигиены и косметики могут содержать тартразин, обычно обозначаемый как CI 19140 или FD & C Yellow 5, в том числе:
- Жидкое мыло, зелёный антисептик для рук, увлажняющие кремы и лосьоны, ополаскиватели для полости рта, парфюмерия, зубные пасты, а также шампуни, кондиционеры и другие средства для волос.
- Косметика, такая как тени для век, румяна, пудра, губная помада и т. д. — даже те, которые в основном розовые или фиолетовые.
- Лак для ногтей, жидкость для снятия лака, временные татуировки, лосьоны для загара.

### Лекарственные средства
Различные типы лекарств содержат тартразин для придания жёлтого, оранжевого или зелёного оттенка жидкости, капсуле, пилюле, лосьону или гелю, в первую очередь для облегчения идентификации. Типы фармацевтических продуктов, которые могут содержать тартразин, включают витамины, антациды, средства от простуды и кашля (включая леденцы от кашля и леденцы от горла), лосьоны и отпускаемые по рецепту лекарства.

### Другие продукты
Другие продукты, такие как бытовая химия, бумажные тарелки, корма для домашних животных, мелки, чернила для письменных принадлежностей, красители для штампов, краски для лица, клей для конвертов и дезодоранты, также могут содержать тартразин.

## Безопасность

### Аллергия
В 1986 году Международный совет по информации о пищевых продуктах при Управлении по санитарному надзору за качеством пищевых продуктов и медикаментов (FDA) сделал вывод о том, что тартразин может вызывать нежелательные аллергические реакции в виде появления сыпи не более чем у одного из 10 тысяч человек и был разрешён к использованию в строго ограниченном количестве, однако тартразин может вызывать ухудшение состояния у людей, находящихся в острой фазе хронической крапивницы.

### Астма
Несмотря на то, что тартразин состоит в перечне препаратов, вызывающих аспириновую астму, систематический обзор медицинской литературы, проведённый в 2014 году пришёл к выводу, что среди пациентов с бронхиальной астмой исследования показали, что воздействие тартразина не ухудшает симптомы, а отказ от тартразина не улучшает симптомы; однако «из-за недостатка доказательств невозможно сделать однозначные выводы о влиянии тартразина на астму».

### СДВГ-поведение у детей
Доказательства того, что тартразин может вызвать СДВГ-поведение у детей, отсутствуют. Возможно, что некоторые пищевые красители могут выступать в качестве триггера у тех, кто генетически предрасположен, но доказательная база этих утверждений слабая.По регламенту Таможенного союза продукты питания, в которых присутствует тартразин, следует снабжать предупредительной надписью, в которой указывается возможное отрицательное влияние на активность и внимание детей. 

### Прочие мифы
Слухи о тартразине начали циркулировать в 1990-х годах относительно связи с его потреблением (в частности, его использованием в Mountain Dew) и неблагоприятным воздействием на мужскую потенцию, размер яичек и пениса, а также количество сперматозоидов. Нет документально зафиксированных случаев, подтверждающих мнение, что тартразин уменьшит пенис или заставит его перестать расти.

## Правовой статус

### Россия
В России тартразин является разрешённой пищевой добавкой и включён в ТР ТС 029/2012. Продукты питания, в которых присутствует тартразин, необходимо снабжать предупредительной надписью, в которой указывается возможное отрицательное влияние на активность и внимание детей.

### Европейский союз
Европейское агентство по безопасности продуктов питания (EFSA) разрешает использовать тартразин в плавленых сырах, консервированных фруктах или овощах, переработанной рыбе или рыбопродуктах, винах и напитках на основе вин. В 2007 году пищевое агентство Великобритании провело собственное исследование с участием искусственных пищевых красителей Красный очаровательный АС, Понсо 4R, Хинолиновый жёлтый, Жёлтый «солнечный закат», Кармазин и консерванта бензоата натрия у детей и обнаружило «возможную связь между потреблением этих искусственных красителей и бензоата натрия и повышенной гиперактивностью» у детей. В 2011 году, уделяя большое внимание принципу предосторожности, EFSA потребовало писать на этикетке продуктов с добавлением тартразина о возможном влиянии красителя на активность и внимание детей и временно сократило допустимое суточное потребление (ДСП) пищевых красителей. Пищевое агентство Великобритании призвало производителей пищевых продуктов добровольно отказаться от искусственных красителей. Консультативный комитет FSA, который оценивал исследование, определил, что из-за ограничений исследования, результаты не могли быть экстраполированы на общую популяцию, и было рекомендовано дальнейшее тестирование. В 2009 году EFSA пересмотрело имеющиеся данные и определило, что «имеющиеся научные данные не подтверждают связь между красящими добавками и поведенческими эффектами».

### Соединённые Штаты
Управление по санитарному надзору за качеством пищевых продуктов и медикаментов (FDA) считает тартразин «общепризнанным безопасным» (GRAS) в качестве пищевой добавки Е102.